# Горин, Дмитрий Валентинович
Дмитрий Валентинович Горин (род. 9 мая 1972, Москва) — российский футболист, игрок в мини-футбол, генеральный директор ФК «Шинник». Известен своими выступлениями за московские клубы «Дина» и «Спартак», а также за сборную России по мини-футболу.

## Биография
В составе московской «Дины» стал многократным чемпионом России и обладателем Кубка России, а на международном уровне трижды выигрывал турнир Европейских Чемпионов и становился обладателем Межконтинентального кубка. В 2002 году перешёл в московский «Спартак», впоследствии стал капитаном команды. Выиграл в составе красно-белых Суперкубок России 2003 года. Завершил карьеру в подмосковных «Мытищах» в 2007 году.
В составе сборной России по мини-футболу Дмитрий Горин добился победы на чемпионате Европы по мини-футболу 1999 года, а также завоёвывал бронзовые награды чемпионата мира 1996 и серебряные награды чемпионата Европы 1996.
17 января 2017 года назначен генеральным директором футбольного клуба «Шинник».

## Достижения
- Бронзовый призёр чемпионата мира по мини-футболу: 1996
- Чемпион Европы по мини-футболу: 1999
- Серебряный призёр чемпионата Европы по мини-футболу: 1996
- Победитель студенческого чемпионата мира по мини-футболу: 1994
- Многократный чемпион России по мини-футболу
- Многократный обладатель кубка России по мини-футболу
- Турнир Европейских Чемпионов по мини-футболу (3): 1995, 1997, 1999
- Межконтинентальный Кубок по мини-футболу: 1997
- Обладатель Суперкубка России по мини-футболу: 2003